# Erysimum salangense
Erysimum salangense är en korsblommig växtart som beskrevs av Adolf Polatschek och Karl Heinz Rechinger. Erysimum salangense ingår i släktet kårlar, och familjen korsblommiga växter. Inga underarter finns listade i Catalogue of Life.